# Dorothy Crater
Dorothy Crater (łac. Krater Dorotki) – krater na Charonie, odkryty w 2015 r. przez amerykańską sondę New Horizons i nazwany w 2018 r. przez Międzynarodową Unię Astronomiczną imieniem Dorotki, bohaterki powieści Czarnoksiężnik z Krainy Oz.